# Otrokovice
Otrokovice là một thị trấn thuộc huyện Zlín, vùng Zlínský, Cộng hòa Séc.